# Relations entre la Chine et le Guyana
Les relations entre la Chine et le Guyana se réfèrent aux relations internationales entre la Chine et le Guyana.

## Historique
Les relations diplomatiques entre le Guyana et la Chine ont débuté en 1972.